# Kuriakose Mor Theophilos
Kuriakose Mor Theophilos (ur. 1 lutego 1966) – duchowny Malankarskiego Syryjskiego Kościoła Ortodoksyjnego, będącego częścią Syryjskiego Kościoła Ortodoksyjnego, od 2003 wikariusz patriarszy Europy..